# Heinrich Lammasch
Heinrich Lammasch (21. května 1853 Seitenstetten – 6. ledna 1920 Salcburk) byl rakouský právník a politik. Patřil mezi hlavní zastánce rakouské neutrality. Byl také posledním předlitavským ministerským předsedou Předlitavska před rozpadem Rakouska-Uherska (vláda Heinricha Lammasche).
Život
Narodil se do rodiny notáře Heinricha Lammasche st. 
Pocházel z rodiny notáře, vystudoval práva na Vídeňské univerzitě, kde se stal roku 1882 profesorem trestního práva. Krátce působil i na univerzitě v Innsbrucku. V letech 1899–1907 se účastnil jako poradce Haagské mírové konference, která položila základní pravidla pro řešení mezinárodních konfliktů a stala významným bodem ve vývoji pacifismu. Lammasch byl zároveň poradcem následníka trůnu Františka Ferdinanda. Podílel se přípravě nového rakouského trestního zákoníku, který ale nakonec nebyl schválen.
V letech 1917–1918 vystupoval na půdě Říšské rady výrazně za uzavření míru s Trojdohodou. V dubnu 1918, po konzultaci s "Masarykovým vyslancem" E. Voskou, odmítl prezident Wilson jeho návrh, počítající se zachováním Habsburků na trůně. 27. října 1918 byl jmenován císařem ministerským předsedou, 30. října však on i jeho vláda předali moc do rukou vlády Německého Rakouska (Deutsch-Österreich), formálně byl zbaven úřadu až 11. listopadu v souvislosti s rezignací císaře.
V roce 1919 zastupoval Rakousko při podpisu mírové smlouvy v Saint-Germain-en-Laye, kde se zasazoval o neutrální charakter nové republiky. Byl autorem několika publikací z oblasti mezinárodního práva.
Mezi lety 1915 a 1919 byl Lammasch několikrát nominován na Nobelovu cenu míru.
Od roku 1886 byl ženatý s Leonore Gemeiner (1865–1957). Měli spolu dceru Margarethu (1891–1975).